# Tipula subbifida
Tipula subbifida är en tvåvingeart som beskrevs av Alexander 1953. Tipula subbifida ingår i släktet Tipula och familjen storharkrankar. Inga underarter finns listade i Catalogue of Life.